# 内藤信輝
内藤 信輝（ないとう のぶてる）は、江戸時代中期の大名。越後国村上藩の第2代藩主。官位は従五位下・紀伊守。

## 経歴
天和2年（1682年）、隠居していた元棚倉藩主・内藤信良の三男として棚倉にて誕生した。元禄7年（1694年）閏5月21日に14歳で、当時棚倉藩主であった（のち駿河国田中を経て村上へ転封した）内藤弌信の養子となり、同28日に徳川綱吉に御目見する。翌元禄8年12月18日に従五位下・豊前守となり、後の宝永6年（1709年）9月7日に伊予守に改めた。
享保10年（1725年）2月18日に襲封し、19日に紀伊守となる。3月12日に村上に入部したが、同年10月にこの地で卒去した。享年44。
葬地は新潟県村上市の光徳寺であったと伝えられる（以上「寛政譜」新訂13巻202）。現在の墓所も同じ。

## 系譜
子女は「寛政譜」は次の2男5女を記す。「越後村上 内藤家譜」からの記述を付加し、また早世した男子2人を記す『村上郷土史』所載系図の記述を括弧書きにした（79および80頁）。
父母
- 内藤信良（実父）
- 内藤弌信（養父）

正室
- 菊 ー 蜂須賀隆重の三女

側室
- 武笠氏

子女
- 男子[2]
- ヒサ[3]、生母は菊（正室）
- トミ[4]、生母は菊（正室）
- 内藤信積（長男）生母は菊（正室）
- モト[5]、生母は菊（正室）
- 円覚院[6]、生母は菊（正室）
- 内藤信興（次男）生母は武笠氏（側室）
- 加藤明経正室離別し水野勝前の正室として再嫁

養女
- 相馬徳胤正室 ー 内藤弌信の娘

## 特記事項
- 生没年および享年は「寛政譜」および「藩翰譜続編」（『新編 藩翰譜』2巻104頁および128頁の系図が続編部分である）の記述に拠った。「藩翰譜続編」は享保10年の冬（また系図部分に忌日10月25日と記す）に45歳で卒と記す。従って天和元年生まれとなる。「寛政譜」は生年、没年月日を明記している。
- 国立公文書館蔵「内藤家譜」は出生日を天和2壬戌年10月27日と記している。しかし同文書中には天和2年（1682年）を「辛酉年」とする記述もあり（「信良譜」）暦に関する混乱がみられる（辛酉は天和元・1681年）。『村上郷土史』102頁の記述もこれに同じ。
- 生母に関して『村上郷土史』79頁は「側室カツ、小早川氏」と記す。「寛政譜」は「某氏」、「内藤家譜」は「家女 号 栄寿院」としてその出自を明らかにしていない。